# 135P/Шумейкеров — Леви
Комета Шумейкеров — Леви 8 (135P/Shoemaker-Levy) — короткопериодическая комета семейства Юпитера, которая была обнаружена 5 апреля 1992 года американскими астрономами Кэролин и Юджин Шумейкер, а также Дэвидом Леви с помощью 0,46-м телескопа системы Шмидта Паломарской обсерватории. Она была описана как диффузный объект 17,0 m звёздной величины с небольшим хвостом на западе. Комета обладает довольно коротким периодом обращения вокруг Солнца — чуть менее 7,5 лет.

Орбита кометы Шумейкеров — Леви 8 и её положение в Солнечной системе

Спустя несколько дней после объявления об открытии австралийский астроном А. Сэвидж обнаружил более ранний снимок кометы, полученный 30 марта с помощью 1,2-метрового телескопа Шмидта в обсерватории Сайдинг-Спринг. На основе этого и последующих снимков японским астрономом Сюити Накано была рассчитана эллиптическая орбита, согласно которой комета прошла перигелий 13 июня 1992 года на расстоянии 2,72 а. е. и имела период обращения 7,47 года.
Восстановление кометы было выполнено 22 января 1998 года американским астрономом Карлом Хердженротером с помощью 1,2-метрового телескопа обсерватории САО, в виде диффузного объекта 21,7 m звёздной величины с комой 5 " угловых секунд в поперечнике. Текущее положение кометы указывало на необходимость корректировки прогноза всего +0,03 суток.

## Сближения с планетами
В течение XX и XXI веков комета трижды подойдёт к Юпитеру на расстояние менее 1 а. е., каждое из которых сопровождалось серьёзным изменением орбиты. Причём сближение 1988 года было особенно тесным и привело к уменьшению расстояния перигелия с 5,2 а. е. до 2,7 а. е., что во многом и способствовало обнаружению кометы. Но на этой орбите комета пробудет не долго — очередное сближение с Юпитером в 2047 году вновь отодвинет перигелий, на этот раз до 3,6 а. е.
- 0,22 а. е. от Юпитера 27 февраля 1906 года;
- 0,078 а. е. от Юпитера 18 ноября 1988 года (способствовало открытию);
- 0,46 а. е. от Юпитера 17 мая 2047 года.